# Cilliba sellnicki
Cilliba sellnicki» es una especie de arácnido del orden Mesostigmata de la familia Uropodidae.

## Distribución geográfica
Se encuentra en Europa.